# Vasilikī Millousī
Vasilikī Millousī (in greco Βασιλική Μιλλούση?; Atene, 4 maggio 1984) è un'ex ginnasta greca.
La sua specialità è la trave.

## Carriera
Ha partecipato ai Giochi Olimpici del 2000 con la nazionale greca. È stata finalista alla trave agli Europei 2011, nonché finalista di varie edizioni di Coppa del mondo di ginnastica artistica.
Nel 2012 ha partecipato al campionato italiano di Serie A1, gareggiando con la GAL Lissone; ha vinto, arrivando a pari punteggio con Carlotta Ferlito (14,500) la medaglia d'oro nella finale alla trave al Test-event di qualificazione alle Olimpiadi del 2012 a Londra.